# همزاد (رمان ساراماگو)
همزاد (به انگلیسی: The Double) (به پرتغالی: O Homem Duplicado) یک رمان است که در سال ۲۰۰۲ توسط نویسنده پرتغالی ژوزه ساراماگو برنده جایزه نوبل نوشته شده‌است. در زبان پرتغالی عنوان رمان به معنای واقعی کلمه «مرد کپی شده» است. قلم ژوزه ساراماگو همانند دیگر نویسنده‌ها نیست و با ورود به داستان از همان چند سطر ابتدایی رمان، خواننده متوجه متن داستانی توام با لحن فلسفی نویسنده آن می‌شود.

### درباره رمان
همزاد روایت از مردی دارد که معلم تاریخ مدرسه است و به افسردگی مبتلاست. او تنها زندگی می‌کند و هیچ چیزی در زندگی برایش هیجان انگیز یا سرگرم کننده نیست. ترتولیانو ماکسیمو آفونسو که بارها در زندگیش به خاطر نامش او را به سخره گرفتند، مرد افسرده داستان ماست که روزی به پیشنهاد معلم ریاضی مدرسه یک حلقه دی وی دی از مغازه کرایه می‌کند. هنگامی که فیلم را داخل دستگاه می‌گذارد، متوجه می‌شود که یکی از هنرپیشه‌های آن که نقش مهمی هم ندارد، درست شبیه خودش است. در واقع نه شبیه خودش، او خودش بود. درست یک نسخه دیگر از ترتولیانو ماکسیمو آفونسو بود. گویی در یک زمان واحد و در یک محدوده جغرافیایی دو نسخه از یک نفر با هم می‌زیستند. در ادامه داستان می‌بینیم که برای حل این معما ترتولیانو چگونه تلاش می‌کند.  